# 폴라리스 오피스
폴라리스 오피스(Polaris Office)는 인프라웨어에서 개발한 상업 오피스 소프트웨어로, 전 세계 9억대 이상의 스마트폰에 탑재되었던 프로그램이다. 9억대 수치의 대다수는 과거 삼성, LG 등의 스마트폰에 선탑재되었던 것으로 현재 양대 앱스토어에서 제공되는 클라우드 연동 버전과는 다른 것이다. 플랫폼별 각각 단품 버전(폴라리스 오피스 2016, 2017)과 자체 폴라리스 클라우드와 연동되는 서비스 버전(폴라리스 오피스)으로 나뉜다.
안드로이드, iOS 용의 모바일 애플리케이션으로 처음 출시되었으며, iOS 버전은 유료인 단품, 클라우드 연동 두가지 버전이 모두 있다. iOS 단품 버전의 경우 클라우드 버전이 출시되며 업데이트가 되지 않고 방치되다 '폴라리스 오피스 2016'으로 앱 이름을 변경하며 가끔 업데이트가 되고 있다. 자체 클라우드 버전 출시 후 단품 버전에 대한 지원이 상대적으로 낮은 편이다.
2015년에는 윈도우 PC용 오피스를 출시하였다. 2016년에는 Mac용 오피스를 출시했고, 뒤이어 윈도우, macOS용 폴라리스 오피스 2017을 출시하였다.
폴라리스 오피스 2017은 '기업용', 클라우드 오피스 '개인용' 두 가지로 제공되며 개인용 버전은 무료로 제공되며 광고 등이 노출된다. 안드로이드, iOS 클라우드 연동버전은 기본적으로 무료이나 광고 등이 노출되고 월 사용량 제한이 있다. 월 구독결제(스마트/프로)시 이 제약들이 풀린다.
2017년 1월 현재 리눅스나 x86 계열의 안드로이드는 지원되지 않는다.
2016년 12월 개발사인 (주)인프라웨어와 운영사로 추정되던 (주)폴라리스오피스가 합병하였다.

## 주요 기능 및 특징
- 프로그램 하나로 여러 포맷의 문서 작성
  - 아래에 기술된 포맷의 문서를 읽고, 편집할 수 있다.
  - Microsoft Office 대비 상대적으로 용량이 작으며 포맷별 개별 소프트웨어가 아닌 하나의 애플리케이션으로 구동된다.
- 모든 문서 포맷 지원
  - MS Office의 문서 포맷 외에도 HWP등의 포맷을 지원하며, PDF의 일부 편집 기능도 포함되어있다.
  - 지원 포맷 : DOC, DOCX, XLS, XLSX, CSV, PPT, PPTX, PPS,PPSX,TXT, PDF, HWP, ODT 등
- PDF 문서 편집 지원
  - PDF 문서를 Word, PowerPoint, Excel 문서로 변환하여 편집할 수 있다.
  - 반대로 Word, PowerPoint, Excel 문서를 PDF로로 변환할 수 있다.
  - PDF 문서에 주석 달기, 밑줄 긋기, 메모, 책갈피 지정 등 다양한 부가 기능을 지원한다.
- 문서 동기화 (클라우드 연동 버전 한정 기능)
  - Windows, Mac, iOS, Android 기기간 동기화 지원
- 협업 기능 (클라우드 연동 버전 한정 기능)
  - 팀 스토리지
  - 공동편집 (DOCX, PPTX, XLSX 한정)
- 기업용 기능
  - 비즈니스 관리자 기능
  - 폴더별 접근 관리 기능
  - 문서 로그 모니터링 및 팀폴더 기능
- 기타 기능
  - TTS 기능
  - 본문 검색 (클라우드 버전 유료 기능)
- 외부 클라우드 연동 (플랫폼별 지원 클라우드 상이)
  - Google Drive, Dropbox, OneDrive, iCloud, uCloud, WebDAV 등

## 같이 보기
- 오피스 제품군 비교